# William D. Phillips
William D. Phillips, född 5 november 1948, i Wilkes-Barre, Luzerne County, Pennsylvania, är en amerikansk fysiker som tilldelades Nobelpriset i fysik år 1997 för "utveckling av metoder att kyla och infånga atomer med laserljus". Han delade priset med amerikanen Steven Chu och fransmannen Claude Cohen-Tannoudji.
Phillips tog doktorsgrad i fysik 1976 vid Massachusetts Institute of Technology, Cambridge, USA.

## Forskning inom laserkylning
Ljus kan beskrivas som en ström av partiklar, fotoner. Fotonerna saknar massa i vanlig bemärkelse men de har en viss rörelsemängd, och när en foton krockar med en atom kan den överföra hela sin rörelsemängd till denna och själv bli stillastående. För att detta skall kunna ske måste fotonen ha rätt energi, vilket är detsamma som att ljuset måste ha rätt frekvens eller färg.
Vid en sådan krock blir resultatet att atomens rörelse bromsas upp något, den kyls av. För att bromsa en atom behövs ljus från en intensiv laserstråle. Steven Chu utvecklade en metod omkring 1985 att med kraftigt laserljus bromsa och kyla ner atomer. Han och hans medarbetare vid Bell Laboratories använde sex laserstrålar som var parvis motriktade och arrangerade i tre vinkelräta riktningar. Natriumatomer från en atomstråle i vakuum bromsades först upp av en motriktad laserstråle och leddes sedan in i skärningen mellan de sex kyllaserstrålarna. Alla sex strålarna hade sitt ljus något rödskiftat i jämförelse med den karakteristiska färg som en stillastående natriumatom absorberar. Effekten blev att åt vilket håll natriumatomerna än försökte röra sig möttes de av fotoner av den rätta energin och knuffades tillbaks till laserstrålarnas skärningsområde. Där bildades något som för ögat såg ut som ett lysande moln stort som en ärta bestående av cirka en miljon nerkylda atomer. 
Atomerna i det ovan beskrivna experimentet är kylda, men inte fångade. Tyngdkraften gör att de faller ur den optiska sirapen på ungefär en sekund.
För att verkligen fånga atomerna behövs också magnetfält som motverkar gravitationen. Phillips och dennes medarbetare hade utvecklat metoder att bromsa atomer i en rent magnetisk fälla. När detta kombinerades med Chus metod att kyla ner atomerna med laser så fick man en metod att nästan helt stoppa atomerna, och man lyckades i experiment kyla ner natriumatomer till så låga temperaturer som 40 mikrokelvin vilket inte borde vara möjligt enligt de teoretiska atommodeller som då fanns.
Cohen-Tannoudji med medarbetare gav sedan teoretiska förklaringar av hur det ändå är möjligt.